# Bertula carta
Bertula carta är en fjärilsart som beskrevs av Swinhoe 1902. Bertula carta ingår i släktet Bertula och familjen nattflyn. Inga underarter finns listade i Catalogue of Life.